# Archives de la ville de Neuchâtel
Die Archives de la ville de Neuchâtel, auch Archives communales genannt, sind das Stadtarchiv der Schweizer Stadt Neuenburg.
Die Archives unterstehen der Stadtkanzlei, und seine Räume befinden sich seit 2003 in den Galeries de l’histoire, einem Kulturgut von nationaler Bedeutung in der historischen Vorstadt gegenüber dem Hôtel DuPeyrou.
Sie umfassen Dokumente zur Stadtgeschichte Neuenburgs vom 13. Jahrhundert bis heute. Neben den Dokumenten der Stadtverwaltung verwaltet sie Familien-, Vereins- und Firmennachlässe. Ein bedeutender Bereich sind die Archive des Suchard-Tobler-Nachlasses. In der historischen Abteilung des benachbarten Musée d’art et d’histoire ist die ikonographische Sammlung des Stadtarchivs verwahrt.
Die Archives sind Mitglied im Verein Schweizerischer Archivarinnen und Archivare und in der Informationssammlung zu Schweizerischen Gedächtnisinstitutionen ISplus verzeichnet.